# Jerzy Hipolit Palusiński
Jerzy Hipolit Palusiński vel Palus (ur. 13 sierpnia 1912 w Częstochowie, zm. 14 maja 1984 w Fordingbridge), kapitan pilot Wojska Polskiego, major (ang. Squadron Leader) Królewskich Sił Powietrznych, kawaler Krzyża Srebrnego Orderu Wojennego Virtuti Militari.

## Życiorys
Syn Adama i Jadwigi. Uczęszczał do Gimnazjum im. H. Sienkiewicza. Wraz z Hieronimem Dudwałem pod okiem profesora Jarzębińskiego zbudował szybowiec. Skończył kurs szybowcowy w Bezmiechowej w Bieszczadach. W 1934 r. zdał maturę i wstąpił do Szkoły Podchorążych Lotnictwa w Dęblinie, którą ukończył 1 października 1937 r. (X promocja, 14. lokata). Otrzymał przydział do 1 pułku lotniczego w Warszawie.
W chwili wybuchu II wojny światowej służył w 111. „Kościuszkowskiej” eskadrze myśliwskiej III dywizjonu 1 pułku lotniczego na Okęciu w Warszawie. 1 września 1939 roku zaatakował 12 niemieckich samolotów, zestrzelił Dorniera Do 17, uszkodził drugi samolot, lecz sam został zestrzelony przez Messerschmitta Bf 110 pilotowanego przez feldfebla Herberta Schoba, weterana Legionu Condor. Uszkodzonym samolotem wylądował na polu, ranny trafił wkrótce do wojskowego szpitala
im. Marszałka Józefa Piłsudskiego. „Express Poranny” zamieścił artykuł poświęcony pilotowi. Jako pierwszy pilot kampanii wrześniowej otrzymał w szpitalu Krzyż Walecznych z rąk Marszałka Edwarda Śmigłego-Rydza.
5 września szpital został ewakuowany do Chełmna, 14 września ucieka ze szpitala z zamiarem dotarcia do swojej jednostki. Aresztowany przez sowietów w Derdekałach, ucieka z transportu kolejowego w rejonie Kijowa. Ponownie aresztowany w miejscowości Szepietówka i odesłany do szpitala w Równem. Po krótkim leczeniu ponowie ucieka i dociera do Lwowa. Przez Zakopane, Słowację przedostał się na Węgry, gdzie dotarł 18 listopada 1939 roku. Do końca 1939 roku udaje mu się dotrzeć do Francji, gdzie kontynuuje leczenie. Z Francji dociera do Anglii i otrzymuje numer służbowy RAF P1388. Skierowany do legendarnego później dywizjonu 303, gdzie dociera z grupą 21 pilotów 21 sierpnia 1940 roku. Służył również w dywizjonach: 306, 308, 316. Ze względu na stan zdrowia został odsunięty od latania operacyjnego, pełnił zadania sztabowe, administracyjne i specjalne, na różnych szczeblach dowodzenia, do końca wojny. 7 września 1945 r. skierowany do 84 Grupy Myśliwskiej, w której służył do demobilizacji w styczniu 1947 r.
Po wojnie pozostał w Anglii, gdzie zmarł.
25 października 2011 roku w IV Liceum Ogólnokształcącym w Częstochowie odbyła się uroczystość odsłonięcia tablicy upamiętniająca absolwenta szkoły kapitana pilota Jerzego Hipolita Palusińskiego.

## Zwycięstwa powietrzne
Na liście Bajana zajmuje 141. pozycję z 2 zestrzeleniami pewnymi i 1 prawdopodobnym.
zestrzelenia pewne
- Do-17 – 1 września 1939

uszkodzenia
- bombowiec niemiecki – 1 września 1939[8]

## Ordery i odznaczenia
- Krzyż Srebrny Orderu Wojennego Virtuti Militari nr 12073[4] – 1948 r. - decyzja Rządu Polskiego na Uchodźstwie.
- Krzyż Walecznych – wrzesień 1939[9]
- Medal Lotniczy – trzykrotnie[10]